# La Porte, Texas
La Porte är en ort i Harris County i delstaten Texas, USA.